# Arne Worsøe
Arne Worsøe (12. januar 1941 i Silkeborg - 26. oktober 2013 i Vedbæk) var en dansk millionær, koncert- og turnéarrangør og direktør i koncertbureauet ICO Concerts, som han selv stiftede. Han overtog et diskotek i København i 1969, som han lavede om til et spillested, der hed Revolution, hvor der blev spillet pigtrådsmusik og hvor blandt andre Pink Floyd har spillet. Han sørgede også for Linie 3s comeback.
Han har arrangeret koncerter med blandt andre Liza Minnelli, Julio Iglesias, Diana Ross, Prince, Roberto Alagna, Barbara Hendricks og Plácido Domingo.
Han har desuden ejet to restauranter i København og et hotel i Helsingør.